# Saber Interactive
Saber Interactive è un'azienda statunitense dedita allo sviluppo di videogiochi con sede nella città di Millburn (New Jersey), fondata nel 2001 da Matthew Karch.
La casa produttrice ha sviluppato principalmente videogiochi d'azione, collaborando con Ubisoft, 343 Industries e Microsoft Game Studios.

## Videogiochi
Di seguito l'elenco delle opere a cui hanno lavorato:
- Will Rock - PC (2003)
- TimeShift - PC, PS3, Xbox 360 (2007)
- Battle: Los Angeles - PSN, XBLA, PC (2011)
- Halo: Combat Evolved Anniversary - Xbox 360 (2011)
- Inversion - PC, PS3, Xbox 360 (2012)
- Halo: The Master Chief Collection (Halo 2 Anniversary) - Xbox One (2014)
- Halo Online - PC (2015, cancellato)
- MX Nitro - PC, Xbox One, PS4 (2017)
- Quake Champions (motore grafico) - PC (2017, in sviluppo)
- NBA Playgrounds - PC, Xbox One, PS4 (2017)
- The Witcher 3: Wild Hunt - Versione per Nintendo Switch (2019)
- World War Z - PC, Xbox One, PS4 (2019)
- Halo: The Master Chief Collection - PC (2019)
- SnowRunner - PC, Xbox One, PS4 (2020)
- Crysis Remastered - PC, Xbox One, PS4, Nintendo Switch (2020)
- Crysis 2 Remastered - PC, Xbox One, PS4, Nintendo Switch (2021)
- Crysis 3 Remastered - PC, Xbox One, PS4, Nintendo Switch (2021)
- Kingdom Come: Deliverance - Versione per Nintendo Switch (2022)
- Evil Dead: The Game - PC, Xbox One, PS4, Xbox Series X/S, PS5, Nintendo Switch (2022)
- Warhammer 40,000: Space Marine II - PC, Xbox Series X/S, PS5 (TBA)
- Tomb Raider I-III Remastered - PC, Xbox Series X/S, PS4, PS5, Nintendo Switch (2024)
- A Quiet Place: The Road Ahead - PC, PS5, Xbox Series X/S (2024)
- Tomb Raider IV-VI Remastered - PC, Xbox Series X/S, PS4, PS5, Nintendo Switch (2025)
- John Carpenter's Toxic Commando - PC, PS5, Xbox Series X/S (TBA)
- Jurassic Park: Survival - PC,PS5,Xbox Series X/S (TBA)
- Turok:Origins - PC,PS5,Xbox Series X/S (TBA)